# Thủy điện Sông Chảy 3
Thủy điện Sông Chảy 3 là thủy điện xây dựng trên sông Chảy tại vùng đất các xã Tụ Nhân và Pờ Ly Ngài huyện Hoàng Su Phì tỉnh Hà Giang, Việt Nam .
Thủy điện Sông Chảy 3 có công suất lắp máy 14 MW với 2 tổ máy, sản lượng điện hàng năm 47,46 triệu KWh, khởi công tháng 9/2017, dự kiến phát điện tháng 12/2019.
Thủy điện Sông Chảy 3 cách thị trấn Vinh Quang 22°44′04″B 104°40′45″Đ / 22,73433°B 104,679057°Đ, và cách Thủy điện Sông Chảy 5 22°42′39″B 104°31′43″Đ / 22,71083°B 104,52861°Đ cỡ 12,5 km theo dòng sông.